# Iglesia de la Asunción (Iniesta)
La iglesia parroquial de la Asunción es un templo católico de la localidad española de Iniesta, en la provincia de Cuenca. Data de los siglos XVI a XVIII.

## Historia
Se conoce poca información sobre la realización o costes de esta iglesia, debido a los numerosos incendios que ha ido sufriendo a lo largo de su vida. Se conserva una descripción de la misma del año 1575 mandada hacer por el rey Felipe II, y es gracias a esta por la que podemos saber una fecha aproximada.Esta fue la segunda iglesia parroquial de la villa, siendo la más antigua la Iglesia de la Virgen de la Estrella, que no se conserva. 
La existencia de este templo ha sido muy accidentada. Se conserva una queja de los nobles de la villa en la que hablan de las continuas reparaciones que se necesitaban. Se tienen constancia de tres incendios y destrucciones principales. El primero de ellos sucedido en el año 1643, en este se perdieron todo tipo de documentos que se encontraban en el archivo, dificultando por lo tanto la investigación sobre el origen de esta iglesia y sobre los bienes que esta tenía, además de la información sobre la anterior ermita de la Consolación. Durante la primera guerra carlista también se destruyó el patrimonio de este edificio. De este suceso se conserva información merced a las actas del ayuntamiento del siglo XIX, en las que se menciona la disputa entre el sacerdote carlista Eusebio Mª Tarancón y el liberal Joaquín Blanes. El primero se había apropiado del puesto y no quería que el segundo le sustituyese, sucediendo esto desde 1824. Durante la Batalla de Segura, en el año 1837, el párroco Tarancón permitió la entrada de las tropas carlistas a la iglesia, ya que este era el lugar donde se refugiaban los isabelinos. En este mismo asalto también se incendió el teatro, ya que la iglesia y este fueron los dos lugares elegidos como escondite. De este asalto la iglesia salió muy mal parada, ya que necesito una intervención para restaurarla a fondo, que duró hasta 1850. El último de los incendios se produjo durante la Guerra Civil, en esta se quemaron todas las imágenes sacras, incluyéndose la de la patrona del pueblo, la Virgen de Consolación. Además según las fuentes se dice que también se perdieron las cancelas y el púlpito barroco de madera. La quema se produjo en el atrio, aunque también se observan daños en la capilla mayor.

## Descripción
Se trata de un templo de grandes proporciones (60 m de longitud, 20 m de ancho y 20 m de altura a la cúpula) con una nave central y dos laterales con diferentes capillas, siendo la más destacada la capilla mayor o nueva que cuenta con una solería de Manises del siglo XVIII. 
El templo tiene tres naves, las tres cubiertas con bóvedas de cañón. La nave central es la de mayor tamaño. En el ábside vemos una bóveda de cuarto de esfera. Los vanos del templo tienden a ser más bien pequeños. En las capillas se conservan las imágenes de los santos, todas posteriores a la guerra civil. También por la descripción de 1575 se conoce a qué santo estaban dedicadas las capillas, sabiéndose también que algunas de las mismas eran de particulares. De todas estas solo se conserva la decoración escultórica de falsas arquitecturas. La torre del campanario, adosada a la nave central, hoy en día es el lugar de la pila bautismal, llamando la atención la unión entre nave y torre, por ser un gran arco decorado con casetones. A un lado de este se encuentra. Uno de los lados de acceso es el atrio, lugar donde se llevan a cabo algunas celebraciones religiosas, además de ser inicio de las procesiones. Además posee capillas laterales y una capilla mayor, realizada en el XVIII. El transepto de la iglesia está destacado en alzado pero no en planta, siendo este el lugar donde se alza la cúpula. Cuenta con dos puertas de entradas a los lados del templo, con un corte clásico renacentista en su decoración.

### Capilla Mayor

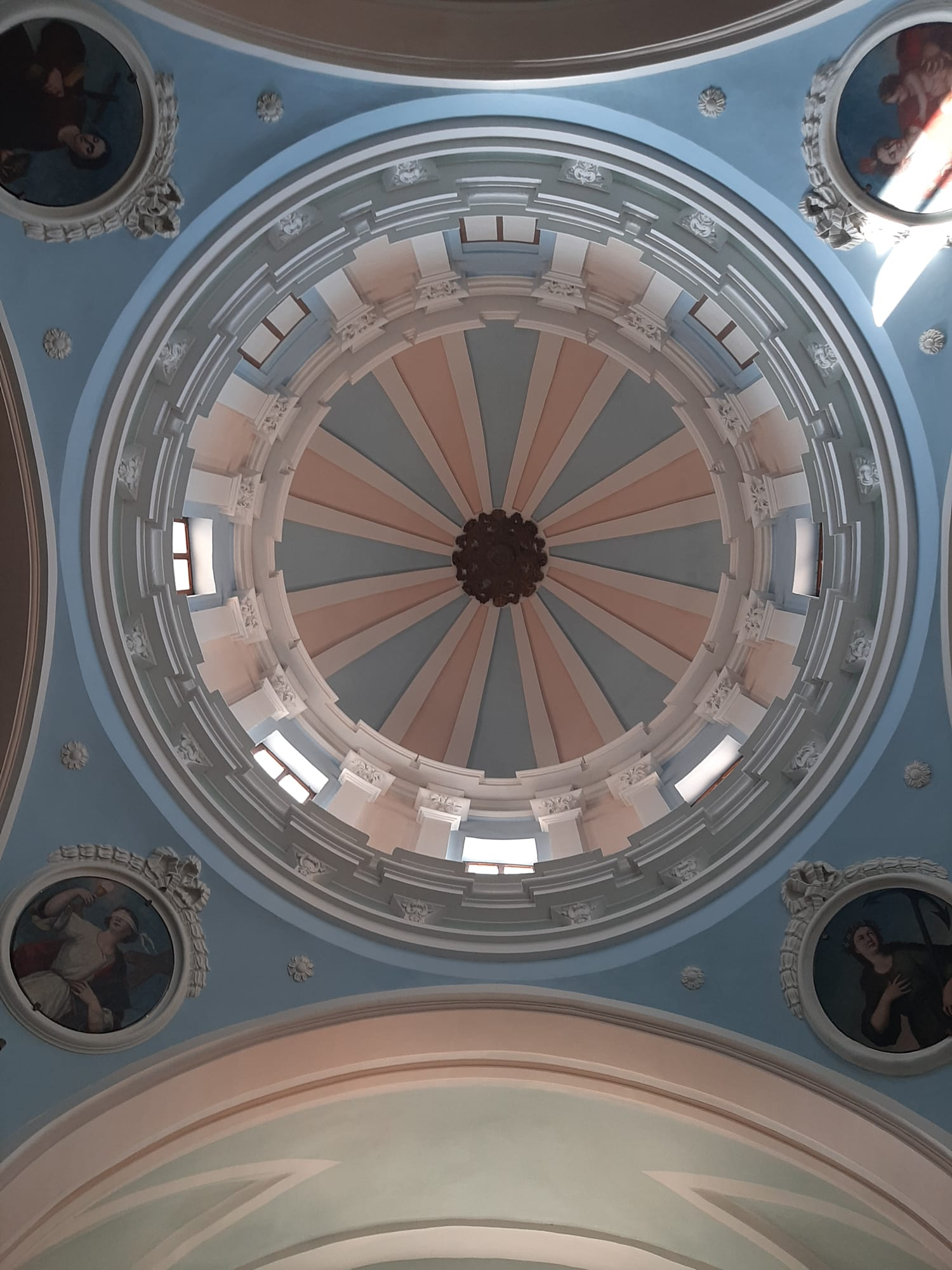
Cúpula de la Capilla mayor de Iniesta

Esta capilla es posterior a la iglesia. Data del XVIII. Es mucho menos austera que el resto del templo. Los suelos están hechos con cerámicas de Manises, conservándose en muy mal estado. Su planta es de cruz latina, con una cúpula que cubre el transepto. El cabecero está decorado con un retablo de falsa arquitectura, con algunos elementos dorados. Además tiene tres hornacinas que albergan imágenes. Destacan de esta cuatro lienzos que se encuentran en las pechinas de la cúpula, que representan a las Virtudes Teologales y a la Religión.

## Celebraciones vinculadas

### Los Mayos
Celebración de la festividad de los Mayos tiene lugar el 30 de abril. Es típica en varios puntos de España. En Iniesta esta celebración comienza típicamente en la iglesia. Después de la misa, se le cantan los mayos a la Virgen de Consolación. Después se le pide permiso a las autoridades, y solo entonces se puede comenzar a cantar los mayos en el resto del pueblo. Antes se cantaban a las mozas en época casadera, pedidos por algún pretendiente o por su novio. Hoy en día se le canta también a los mozos. El estribillo inicial de los mayos a las mozas es el siguiente: 
" Estamos a treinta
del abril cumplido
mañana entra mayo
de flores vestido."

### Las fiestas en honor a la Virgen de Consolación
Se celebran dos principalmente, una el día de Pentecostés y la otra la última semana de agosto, ambas en honor a la patrona. En la primera, a las 6 de la mañana, se sale en romería hasta la ermita, a unos 14 kilómetros del pueblo. Allí se pasa el día, normalmente con amigos o familia. Es común que los niños jueguen con el agua de las múltiples fuentes que se encuentran en este paraje, siendo una broma común entre niños y adultos el echar a alguien al pilón, una fuente que se encuentra en una de las entradas.
En las fiestas de agosto, antes celebradas la primera semana de septiembre, la patrona es llevada de nuevo al pueblo en romería. Las fiestas comienzan el domingo, en la que al llegar al pueblo, la Virgen se detiene en el humilladero para cambiarle el manto, que ha cogido polvo del camino. Acaba la romería en la iglesia, donde se da misa en honor a la patrona. El martes de esa semana además es costumbre nombrar a la Corte de Honor de ese año, que forman parte de la quinta. Antes los quintos eran los y las jóvenes que cumplían 18 ese mismo año, aunque tras la pandemia se ha retrasado un año. Durante toda esta semana se celebran procesiones y misas para la Virgen de Consolación. Antes de 1893, las fiestas se celebraban en el sitio de Consolación.

### Acta de los Reyes Magos
El día de Reyes, era costumbre hacer una representación teatral de la llegada de los Reyes al portal. El guion más antiguo que se conserva es del siglo XIX, aunque se cree que puede ser incluso anterior. Era común en España el celebrar en momentos especiales del calendario litúrgico teatros que representasen dichos momentos, teniéndose referencias de esta costumbre en diversas partes de España desde época medieval. A inicios del siglo XXI, se ha vuelto a realizar esta obra, representada por grupos de teatro aficionado. Esta obra se realiza el 6 de enero, con la intervención de siete personajes, el Arcángel Gabriel, los Tres Reyes Magos, el Rey Herodes, un guardia del rey y uno o más cantores y músicos. 

### Custodia del Corpus
La custodia procesional del Corpus Christi es obra de Francisco Becerril, autor de la Custodia de Cuenca, perdida durante la Guerra de la Independencia. Es mediante la custodia mediante la que se puede ver la gran labor del orfebre, además de poder estudiar su trabajo. La propia custodia está datada en su base, donde dice estar finalizada el 30 de mayo de 1556. Tiene un programa iconográfico muy detallado, que rota en torno a la pasión y los símbolos relacionados con el sacrificio de Cristo.